# Wiktor Kemula
Wiktor Kemula (né le 6 novembre 1902 à Izmaïl dans l'Empire russe - mort le 17 octobre 1985 à Varsovie) est un chimiste polonais, considéré comme le père de l'école polonaise de la polarographie.

## Biographie
Né dans une famille polonaise à Izmaïl, près de la mer Noire, Wiktor perd ses parents à l'âge de neuf ans. Malgré cette perte précoce, il termine ses études secondaires avec de très bons résultats.
En 1921, il obtient une bourse d'études qui lui permet de s'inscrire à l'université de Lwów.
Il obtient son doctorat en chimie à l'âge de 25 ans.
Dans les années 1921-1930, il effectue un stage scientifique chez le Pr Jaroslav Heyrovský à l'université Charles de Prague, puis il continue chez Peter Debye et Fritz Weigert à Leipzig.
Dans les années 1936-1941, il enseigne la chimie-physique à l'université de Lwów. Pendant l'occupation soviétique, il continue son activité scientifique. Pendant l'occupation allemande, il travaille dans l'industrie alimentaire.
Le 1er juillet 1945, il obtient le poste de professeur à l'université de Varsovie.
En 1952, il devient membre de l'Académie polonaise des sciences.
Trois ans plus tard, il est élu président de la Société polonaise de chimie.
Il prend sa retraite en 1968.
Wiktor Kemula a inventé l'électrode de mercure à gouttes tombantes (en) (HMDE ou HDME).
Le 1er décembre 1982, l'université de Varsovie lui décerne le titre de docteur honoris causa.